# Agrobacterium tumefaciens
Agrobacterium tumefaciens (nume actualizat Rhizobium radiobacter, sinonim Agrobacterium radiobacter) este responsabil de cauzarea inflamațiilor sau tumorilor pe tulpinile anumitor plante.